# Куп Радивоја Кораћа 2014.
Куп Радивоја Кораћа је 2014. године одржан по осми пут као национални кошаркашки куп Србије, а дванаести пут под овим именом.  Домаћин завршног турнира био је Београд у периоду од 6. до 9. фебруара 2014, а сви мечеви су одиграни у Хали Пионир.

## Учесници
На завршном турниру учествује укупно 8 екипа, а право учешћа клуб може стећи по једном од три основа:
- Као учесник Јадранске лиге 2013/14. (4 екипе)
  - По овом основу пласман су обезбедили Партизан НИС, Црвена звезда Телеком, Раднички Крагујевац и Мега Визура.
- Као освајач Купа КСС (1 екипа)
  - По овом основу пласман је обезбедио Борац Моцарт спорт.
- Као једна од три најбоље пласиране екипе на половини првог дела такмичења у Кошаркашкој лиги Србије 2013/14. (3 екипе)
  - По овом основу пласман су обезбедили Црнокоса, ФМП и Борац Моцарт спорт. Међутим, пошто се Борац Моцарт спорт већ квалификовао као освајач Купа КСС, прилику да се такмичи на завршном турниру добила је и четвртопласирана екипа - ОКК Београд.

## Дворана
| Београд          | БеоградКуп Радивоја Кораћа 2014. на карти Србије |
| Хала Пионир      | БеоградКуп Радивоја Кораћа 2014. на карти Србије |
| Капацитет: 8.000 | БеоградКуп Радивоја Кораћа 2014. на карти Србије |
|                  | БеоградКуп Радивоја Кораћа 2014. на карти Србије |

## Четвртфинале
Жреб парова четвртине финала Купа Радивоја Кораћа 2014. обављен је 27. јануара 2014. у просторијама Кошаркашког савеза Србије, у Београду.
| 6. 2. 2014. 18:30 | Извештај | Црвена звезда Телеком                                              | 81 : 62 | Борац Моцарт спорт         | Хала Пионир, Београд Гледаоци: 2 500 Судије: Владимир Јевтовић, Урош Николић, Немања Нинковић |  |
| 6. 2. 2014. 18:30 | Извештај | Четвртине: 23-11, 18-11, 19-17, 21-23                              |         |                            | Хала Пионир, Београд Гледаоци: 2 500 Судије: Владимир Јевтовић, Урош Николић, Немања Нинковић |  |
| 6. 2. 2014. 18:30 | Извештај | Поени: Џенкинс 14 Скокови: Марјановић 11 Асистенције: Драгићевић 4 |         | Мандић 15 Мандић 7 Думић 3 | Хала Пионир, Београд Гледаоци: 2 500 Судије: Владимир Јевтовић, Урош Николић, Немања Нинковић |  |

| 6. 2. 2014. 21:00 | Извештај | Раднички Крагујевац                                                         | 87 : 72 | ОКК Београд                | Хала Пионир, Београд Гледаоци: 1 500 Судије: Александар Глишић, Милан Мажић, Радош Арсенијевић |  |
| 6. 2. 2014. 21:00 | Извештај | Четвртине: 10-23, 27-11, 26-18, 24-20                                       |         |                            | Хала Пионир, Београд Гледаоци: 1 500 Судије: Александар Глишић, Милан Мажић, Радош Арсенијевић |  |
| 6. 2. 2014. 21:00 | Извештај | Поени: Бирчевић, Лешић 15 Скокови: Бирчевић, Калинић 6 Асистенције: Јовић 6 |         | Бојић 26 Бојић 8 Малиџан 6 | Хала Пионир, Београд Гледаоци: 1 500 Судије: Александар Глишић, Милан Мажић, Радош Арсенијевић |  |

| 7. 2. 2014. 18:30 | Извештај | Партизан НИС                                               | 89 : 95 | ФМП                               | Хала Пионир, Београд Гледаоци: 3 000 Судије: Миодраг Личина, Иван Стефановић, Јасмина Јурас |  |
| 7. 2. 2014. 18:30 | Извештај | Четвртине: 17-22, 21-23, 24-17, 18-18, 9-15                |         |                                   | Хала Пионир, Београд Гледаоци: 3 000 Судије: Миодраг Личина, Иван Стефановић, Јасмина Јурас |  |
| 7. 2. 2014. 18:30 | Извештај | Поени: Аранитовић 20 Скокови: Гагић 12 Асистенције: Дало 5 |         | Чворовић 27 Чворовић 11 Гудурић 8 | Хала Пионир, Београд Гледаоци: 3 000 Судије: Миодраг Личина, Иван Стефановић, Јасмина Јурас |  |

| 7. 2. 2014. 21:00 | Извештај | Мега Визура                                                 | 88 : 76 | Црнокоса                    | Хала Пионир, Београд Гледаоци: 1 000 Судије: Бранислав Мрдак, Марко Пецељ, Предраг Миловановић |  |
| 7. 2. 2014. 21:00 | Извештај | Четвртине: 18-17, 27-18, 25-23, 18-18                       |         |                             | Хала Пионир, Београд Гледаоци: 1 000 Судије: Бранислав Мрдак, Марко Пецељ, Предраг Миловановић |  |
| 7. 2. 2014. 21:00 | Извештај | Поени: Мицић 21 Скокови: Радовић 9 Асистенције: Миљеновић 4 |         | Радић 18 Папић 8 Ђорђевић 4 | Хала Пионир, Београд Гледаоци: 1 000 Судије: Бранислав Мрдак, Марко Пецељ, Предраг Миловановић |  |

## Полуфинале
Према пропозицијама такмичења први полуфинални пар сачињавају тимови победници четвртфиналних мечева одиграних првог дана, а други полуфинални пар сачињавају тимови победници четвртфиналних мечева одиграних другог дана.
| 8. 2. 2014. 17:00 | Извештај | Црвена звезда Телеком                                            | 82 : 78 | Раднички Крагујевац                            | Хала Пионир, Београд Гледаоци: 5 300 Судије: Милија Војиновић, Драган Нешковић, Урош Обркнежевић |  |
| 8. 2. 2014. 17:00 | Извештај | Четвртине: 21-19, 25-15, 12-30, 24-14                            |         |                                                | Хала Пионир, Београд Гледаоци: 5 300 Судије: Милија Војиновић, Драган Нешковић, Урош Обркнежевић |  |
| 8. 2. 2014. 17:00 | Извештај | Поени: Нелсон 21 Скокови: Катић 8 Асистенције: Нелсон, Џенкинс 2 |         | Мариновић 21 Бирчевић, Мариновић 6 Мариновић 6 | Хала Пионир, Београд Гледаоци: 5 300 Судије: Милија Војиновић, Драган Нешковић, Урош Обркнежевић |  |

| 8. 2. 2014. 21:00 | Извештај | ФМП                                                           | 85 : 93 | Мега Визура                  | Хала Пионир, Београд Гледаоци: 1 500 Судије: Миливоје Јовчић, Марко Јурас, Саша Маричић |  |
| 8. 2. 2014. 21:00 | Извештај | Четвртине: 20-28, 31-18, 10-28, 24-19                         |         |                              | Хала Пионир, Београд Гледаоци: 1 500 Судије: Миливоје Јовчић, Марко Јурас, Саша Маричић |  |
| 8. 2. 2014. 21:00 | Извештај | Поени: Гудурић 19 Скокови: Гудурић 8 Асистенције: Дунђерски 4 |         | Мицић 27 Јокић 8 Миљеновић 6 | Хала Пионир, Београд Гледаоци: 1 500 Судије: Миливоје Јовчић, Марко Јурас, Саша Маричић |  |

## Финале
| 9. 2. 2014. 20:30 | Извештај | Црвена звезда Телеком                                    | 81 : 80 | Мега Визура                     | Хала Пионир, Београд Гледаоци: 7 500 Судије: Илија Белошевић, Миливоје Јовчић, Милија Војиновић |  |
| 9. 2. 2014. 20:30 | Извештај | Четвртине: 15-31, 27-11, 19-18, 20-20                    |         |                                 | Хала Пионир, Београд Гледаоци: 7 500 Судије: Илија Белошевић, Миливоје Јовчић, Милија Војиновић |  |
| 9. 2. 2014. 20:30 | Извештај | Поени: Катић 21 Скокови: Катић 12 Асистенције: Џенкинс 5 |         | Варда, Мицић 18 Јокић 9 Мицић 9 | Хала Пионир, Београд Гледаоци: 7 500 Судије: Илија Белошевић, Миливоје Јовчић, Милија Војиновић |  |

| Освајач Купа Радивоја Кораћа 2014. |
| ---------------------------------- |
| КК Црвена звезда 4. титула         |